# Fairland (Oklahoma)
Fairland è un comune degli Stati Uniti d'America, situato nello Stato dell'Oklahoma, nella contea di Ottawa.